# Ibon Aranberri
Ibon Aranberri (* 16. Mai 1969 in Itziar-Deba in der baskischen Provinz Gipuzkoa) ist ein spanischer Künstler, der sich der Mittel der Installation und Konzeptkunst bedient.

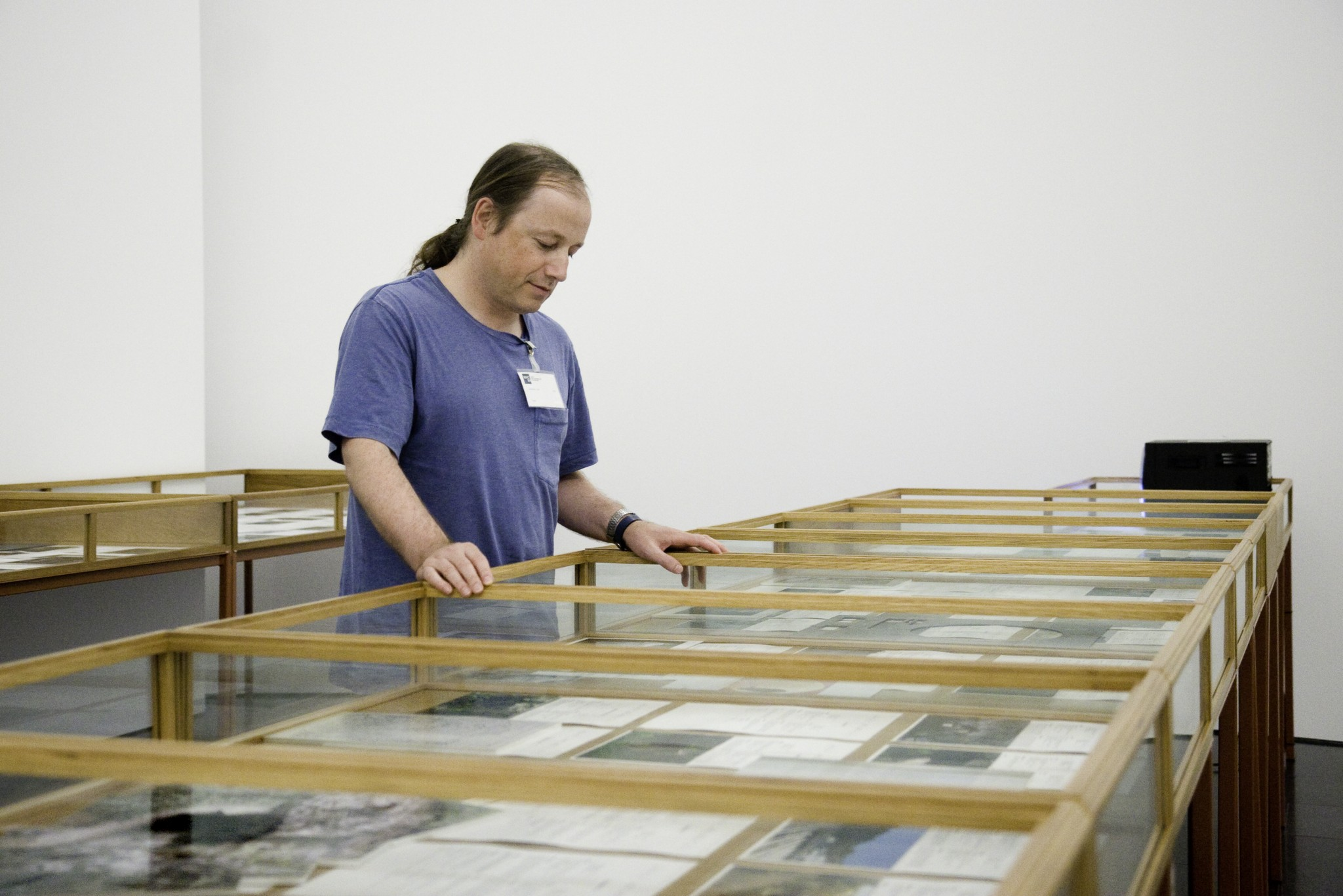
Ibon Aranberri am MACBA in Barcelona (2011)

## Leben
Ibon Aranberri studierte beginnend im Jahr 1989 an der Universität des Baskenlandes in Bilbao, unterbrochen von einem Erasmus-Aufenthalt 1993 an der Nuova Accademia di Belle Arti (NABA) in Mailand. 1994 schloss er sein Studium in Bilbao mit dem B.A. in Kunst ab. 1995 nahm er an einem Kurs bei den baskischen Künstlern Ángel Bados (* 1945) und Txomin Badiola (* 1957) teil, der am Centro de Arte Arteleku in San Sebastián stattfand. 1998/99 war er Artist in Residence am Center for Contemporary Art in Kitakyūshū (Japan). 2003/04 nahm er am Art Center Studio Program des P.S.1 in New York teil.
Die Themen der Arbeiten von Aranberri sind oft politischer Natur und bestehen aus Recherche, subtilen Eingriffen vor Ort und der Dokumentation der Eingriffe in Form von Fotos und Installationen aus gefundenen Objekten. In seiner Arbeit Lights over Lemoniz (2000–) hatte er vor, am Standort des Kernkraftwerk Lemóniz ein Feuerwerk zu veranstalten. Lemóniz (baskisch Lemoiz) wurde unter Franco gebaut, aber nach örtlichen Protesten und Bombenattentaten der ETA mit Todesopfern nie in Betrieb genommen. Die künstlerische Aktion wurde Aranberri durch die Polizei verwehrt. In seiner Arbeit dokumentiert er die Geschichte des Kernkraftwerks in einer Diashow.
Aranberri lebt und arbeitet in Bilbao.

## Ausstellungen

### Einzelausstellungen (Auswahl)
- 2008: Ibon Aranberri – Disorder, Frankfurter Kunstverein, Frankfurt am Main.[2]
- 2007: Ibon Aranberri – Integration, Kunsthalle Basel.[3]
- 2006: Ibon Aranberri – Production in Residence, Baltic Art Center, Visby.[4]

### Teilnahme an Gruppenausstellungen (Auswahl)
- 2008: 16th Biennale of Sydney: Revolutions - Forms That Turn, Sydney. Gezeigt wurde die Installation Ethnics (1998).[5]
- 2007–2008: Incognitas - Unknowns: Mapping Contemporary Basque Art [6] und Chacun à son goût,[7] beide im Guggenheim Bilbao
- 2007: documenta 12, Kassel. Gezeigt wurde die Foto-Installation Política hidráulica (2003) und der 16-mm Film Exercises on the north side (2007).[8]
- 2007: Whenever It Starts It Is The Right Time, Strategien für eine unstetige Zukunft, Frankfurter Kunstverein, Frankfurt am Main.[9]
- 2006: Phantom, Kunsthal Charlottenborg, Kopenhagen.
- 2004–2005: DIE REGIERUNG – How do we want to be governed?, gezeigt im MACBA, Barcelona[10], danach im Miami Art Central, Miami[11], in der Wiener Secession, Wien,[12] und im Witte de With, Rotterdam.[13]
- 2002–2003: Formen der Organisation, gezeigt an der HGB Leipzig,[14] im Kunstraum der Universität Lüneburg[15], sowie in der Galerija Skuc, Ljubljana.
- 2002: Manifesta 4 – Europäische Biennale zeitgenössischer Kunst, Manifesta in Frankfurt am Main.[16]
- 2001: Ironía - Irony, Fundación Joan Miró, Barcelona.[17]